# Castlepollard
Castlepollard (iriska: Baile na gCros eller Cionn Toirc) är en ort i den norra delen av grevskapet Westmeath på Irland. Orten ligger nära Mullingar, väster om Lough Lene. Tätorten (settlement) Castlepollard hade 1 163 invånare vid folkräkningen 2016.